# Фтия Македонская
Фти́я Македо́нская (др.-греч. Φθία της Μακεδονίας) — дочь Александра II Эпирского и Олимпиады II Эпирской, одна из жён македонского царя Деметрия II Этолийского.

## Биография
В самом начале 230-х годов до н. э. произошло сближение правителей Македонии и Эпира. Эпирцы были заинтересованы в союзе с македонянами, так как этолийцы начали наступление на владения царского дома Эакидов в Акарнании, которую в своё время эпирский царь и этолийцы разделили между собой. Сближение было скреплено династическим браком.
Согласно Юстину, Деметрий женился на Фтии только после смерти её отца.
В связи с этой свадьбой предыдущая жена Деметрия Стратоника уехала из Македонии в Сирию.
Возможно, в браке с Деметрием Фтия родила Филиппа V. В пользу этой версии свидетельствует то обстоятельство, что одним из сыновей царя Вифинии Прусия II был Прусий по прозванию «Однозубый». Описание точно такой же редкой особенности строения зубов, имеющей генетический характер, встречается и в написанной Плутархом биографии эпирского царя Пирра: «Зубы у него не отделялись друг от друга: вся верхняя челюсть состояла из одной кости, и промежутки между зубами были намечены лишь тоненькими бороздками». Родство между эпирским и вифинским царскими дворами могло возникнуть только при посредничестве македонской династии Антигонидов, так как дед Прусия Однозубого Прусий I заключил союз с Филиппом V, подкреплённый браком с сестрой царя Апамой.
По другой версии, матерью последнего была Хрисеида. Уильям Тарн предположил возможную тождественность Фтии и Хрисеиды.